# Paratrechina lecamopteridis
Paratrechina lecamopteridis är en myrart som beskrevs av Horace Donisthorpe 1941. Paratrechina lecamopteridis ingår i släktet Paratrechina och familjen myror. Inga underarter finns listade i Catalogue of Life.